# Shōbōgenzō
Shōbōgenzō (正法限蔵), La Custodia della Visione del Vero Dharma (o Il Tesoro dell'Occhio del Vero Dharma, secondo un'altra possibile traduzione) è il titolo dell'opera maggiore di Eihei Dōgen (1200-1253) monaco buddista giapponese, una delle figure spirituali più significative dell'Estremo Oriente cui si rifà idealmente il Sōtō Zen, una delle scuole del buddismo zen giapponese.
Esistono diverse redazioni dell'opera che, secondo le intenzioni dell'autore, avrebbe dovuto essere composta di cento sezioni o libri: ne restano oggi numerose edizioni più o meno inclusive, che vanno dalle dodici sezioni (le ultime in ordine di tempo redatte dall'autore) alla più ampia, composta da novantacinque libri.
Il titolo scelto da Dōgen non è originale ma è ripreso da altre opere della Cina del periodo Song (960-1279) e richiama l'Occhio del Vero Dharma, ovvero la visione di Buddha, il risvegliato, colui che apre gli occhi alla realtà autentica (dharma).

## Il contenuto dell'opera
È evidente dunque l'intenzione di chi utilizza questo titolo, e dunque anche di Dōgen, di scrivere una summa del vero insegnamento buddista. Ogni sezione parte da un particolare punto di osservazione della realtà, solitamente usando come traccia espressioni di antichi sūtra indiani e cinesi o espressioni caratteristiche di famosi monaci e maestri del passato.
Gli argomenti trattati vanno dal tempo alla vita e morte, dalla pratica religiosa al funzionamento intrinseco della realtà, dalla natura alla legge di causa effetto, ognuno analizzato, scrutato ed esposto con un rigore logico che è insieme caratteristico e peculiare dell'Autore e fonte di ispirazione non solo per chi segue esplicitamente la Via buddista ma anche per pensatori e filosofi delle più varie formazioni.

## Approfondimenti
Gli studi sullo Shōbōgenzō conoscono una particolare fioritura a partire dal XVIII secolo e soprattutto dopo l'apertura del Giappone all'influenza occidentale anche sul piano filologico e metodologico. Oggi molti sono gli studi e gli approfondimenti dello Shōbōgenzō in Giappone, negli Stati Uniti d'America e in Europa, sia a livello accademico filosofico sia a livello della riflessione religiosa.
Il maestro zen Gudo Nishijima roshi, avendone iniziato lo studio con Sawaki Kōdō, ha sviluppato una esegesi quadropartita nella quale osserva il Dogen esporre l'aspetto ideologico, poi materiale, in terza posizione nel modo dell'azione ed infine poetico, per poter rappresentare l'ineffabilità della realtà. La sua versione dell'opera è oramai disponibile in giapponese moderno, in inglese, in tedesco ed in spagnolo, queste ultime ad opera dei suoi allievi occidentali.

## Struttura dell'opera
Lo Shobogenzo esiste in parecchie versioni, le tre principali sono l'edizione in 12 capitoli, l'edizione in 75 capitoli e l'edizione in 95 capitoli. Le prime due sono edizioni antichissime che non furono mai stampate, ma furono tramandate attraverso copie manuali. L'edizione in 95 capitoli include tutti i capitoli delle altre due edizioni con una eccezione: il capitolo intitolato Ippyaku Hachi Homyo Mon. Questa edizione, essendo la più completa, fu pubblicata nell'era di Genroku (1688- 1704) e fu stampata su tavole di legno nel 1816. Ciò ebbe per effetto di fissarne i contenuti a quello stadio, e fu questa edizione che divenne la versione studiata in Giappone a partire da questo momento sino alla Seconda Guerra Mondiale.
Dopo la guerra, certi giovani studiosi dell'epoca stabilirono che l'edizione in 75 capitoli fosse quella più genuina, poiché stesa dallo stesso Maestro Dogen. Scoprirono una vecchia copia che constava di 75 capitoli, che stabilirono fossero stati scritti dalla stessa mano di Dogen Zenji. Una successiva analisi sulla scrittura del testo fece nascere dubbi su questa pretesa, che ancora oggi attende di venir confermata.
Titoli dei capitoli
1. GENJOKOAN: La realizzazione del Risveglio.
2. MAKAHANNYAHARAMITSU: La realizzazione della Grande Saggezza del Buddha.
3. BUSSHO: La natura-di-Buddha.
4. SHINJINGAKUDO: Studiare con corpo-e-mente.
5. SOKUSHINZEBUTSU: La nostra mente è Buddha.
6. GYOBUTSU IIGI: Il corretto contegno del Buddha che agisce.
7. IKKAMYOJU: Una perla splendente.
8. SHINFUKATOKU: La mente non può essere afferrata.
9. KOBUSSHIN: La mente degli eterni Buddha.
10. DAIGO: La grande realizzazione.
11. ZAZENGI: La regola per lo Zazen.
12. ZAZENSHIN: Indicazioni per lo Zazen.
13. KAIINZAMMAI: Sagara mudra Samadhi.
14. KUGE: Il fiore di vacuità.
15. KOMYO: Luce infinita.
16. GYOJI: La prassi assidua (I).
17. GYOJI: La prassi assidua (II).
18. IMMO: Quiddità.
19. KANNON: Il Bodhisattva della compassione.
20. KOKYO: L'Antico Specchio.
21. UJI: Esistenza-tempo.
22. JUKI: Predizione di Buddhità.
23. ZENKI: La totale attività di vita e morte.
24. TSUKI: Completa realizzazione.
25. GABYO: Il dipinto di una torta di riso.
26. KEISEISANSHOKU: Il suono delle valli, il colore delle montagne.
27. BUTSUKOJOJI: Il continuo sviluppo di là del Buddha.
28. MUCHUSETSUMU:  Spiegare un sogno dentro un sogno.
29. RAIHATOKUZUI: Prostrarsi e conseguire il midollo.
30. SANSUIKYO: Il Sutra di fiumi e montagne.
31. KANGIN: Leggere i sutra.
32. SHOAKUMAKUSA: Non commettere cattive azioni.
33. DEN-E: La trasmissione dell'Abito.
34. DOTOKU: Parlare della Via.
35. BUKKYO: L'Insegnamento del Buddha.
36. JINTSU: Il potere mistico.
37. ARAKAN: L'Arhat.
38. SHUNJU: Primavera e autunno.
39. KATTO: Groviglio spirituale.
40. SHISHO: Il certificato della successione.
41. HAKUJUSHI: La quercia.
42. SANGAI YUISHIN: I tre mondi sono solo mente.
43. SESSHIN SESSHO: Spiegare la mente, Spiegare la natura.
44. SHOHOJISSO: La reale forma di tutte le cose.
45. BUTSUDO: La Via del Buddha.
46. MITSUGO: Insegnamento segreto.
47. MUJOSEPPO: Gli esseri insenzienti predicano la Legge.
48. BUKKYO: I sutra buddistici.
49. HOSSHO: La reale natura dei fenomeni.
50. DHARANI: Formula mistica.
51. SENMEN: Lavarsi il viso.
52. MENJU: Trasmissione diretta, viso a viso.
53. BUSSO: I Buddha e i Patriarchi.
54. BAIGE: Fiori di pruno.
55. SENJO: Lavare purificando.
56. JIPPO: L'intero Universo.
57. KEMBUTSU: Vedere il Buddha.
58. HENZAN: Studio diretto sotto un Maestro.
59. GANZEI: Visione illuminata.
60. KAJO: La vita quotidiana.
61. SANJUSHICHIHON-BODAI-BUMPO: Le trentasette condizioni propizie al risveglio.
62. RYUGIN: Il ruggito del drago.
63. SOSHISEIRAII: Perché il Primo Patriarca venne da occidente.
64. HOTSUMUJOSHIN: Lo sviluppo della Mente Suprema.
65. UDONGE: Il fiore di udumbara.
66. NYORAIZENSHIN: L'intero corpo del Tathagata.
67. ZANMAI O ZANMAI: Il re di tutti i samadhi.
68. TEMBORIN: Il girare della ruota della Legge.
69. DAISHUGYO: La grande prassi della Via.
70. JISHOZAMMAI: Il samadhi del risvegliarsi da sé.
71. KOKU: Vacuità universale.
72. HOU: La ciotola per le elemosine.
73. ANGO: Il periodo di addestramento.
74. TASHINTSU: Leggere la mente degli altri.
75. OSAKUSENDABA: La richiesta del Maestro.
76. SHUKKE: La rinuncia al mondo.
77. SHUKKE KUDOKU: La virtù della rinuncia al mondo.
78. JUKAI: Prendere i precetti.
79. KESA KUDOKU: Il merito dell'indossare il kesa.
80. HOTSU BODAI-SHIN: Risvegliare la Mente che cerca il Buddha.
81. KUYOSHOBUTSU: Venerare i Buddha.
82. KIE BUPPOSO-BO: Prendere rifugio nei Tre Tesori.
83. JINSHIN INGA: Profonda fiducia nella causalità.
84. SANJI GO: I tre momenti della retribuzione karmica.
85. SHIME: I quattro cavalli.
86. SHIZENBIKU: Un monaco al quarto dhyana.
87. IPPYAKU-HACHI HOMYO-MON: Le cento e otto porte del Risveglio.
88. HACHIDAI-NINGAKU: Gli otto grandi mezzi al Risveglio.
89. BENDOWA: Una storia sulla prassi.
90. BODAISATTA SHISHOBO: Le quattro azioni benefiche del Bodhisattva.
91. HOKKE TEN HOKKE: Solo un vero fiore mostra il suo vero volto.
92. SHOJI: Vita e morte.
93. YUIBUTSU YOBUTSU: Soltanto i Buddha, assieme ai Buddha.